# Premi Tony a la millor actriu protagonista de musical
El Premi Tony a la Millor Actriu Protagonista de Musical és atorgat a l'actriu escollida com a millor actriu en una obra musical, tant és que sigui una nova producció o un revival. El premi es concedeix des de 1948, però els nominats només van ser també anunciats des de 1956.

## Premis i nominacions

### 1940s
| Any                 | Actriu             | Musical                                         | Personatge   |
| ------------------- | ------------------ | ----------------------------------------------- | ------------ |
| 1947 1r Premis Tony | no es lliurà       | no es lliurà                                    | no es lliurà |
| 1948 2n Premis Tony |                    |                                                 |              |
| Grace Hartman       | Angel in the Wings | Nettie / Mrs. Blodgett / Ruth / Mrs. Hutchinson |              |
| 1949 3r Premis Tony |                    |                                                 |              |
| Nanette Fabray      | Love Life          | Susan Cooper                                    |              |

### 1950s
| Any                   | Actriu                   | Musical               | Personatge |
| --------------------- | ------------------------ | --------------------- | ---------- |
| 1950 4rts Premis Tony |                          |                       |            |
| Mary Martin           | South Pacific            | Ensign Nellie Forbush |            |
| 1951 5ns Premis Tony  |                          |                       |            |
| Ethel Merman          | Call Me Madam            | Sally Adams           |            |
| 1952 6ns Premis Tony  |                          |                       |            |
| Gertrude Lawrence     | The King and I           | Anna Leonowens        |            |
| 1953 7ns Premis Tony  |                          |                       |            |
| Rosalind Russell      | Wonderful Town           | Ruth Sherwood         |            |
| 1954 8ns Premis Tony  |                          |                       |            |
| Dolores Gray          | Carnival in Flanders     | Cornelia              |            |
| 1955 9ns Premis Tony  |                          |                       |            |
| Mary Martin           | Peter Pan                | Peter Pan             |            |
| 1956 10ns Premis Tony |                          |                       |            |
| Gwen Verdon           | Damn Yankees             | Lola                  |            |
| Carol Channing        | The Vamp                 | Flora Weems           |            |
| Nancy Walker          | Phoenix '55              | Various Characters    |            |
| 1957 11ns Premis Tony |                          |                       |            |
| Judy Holliday         | Bells Are Ringing        | Ella Peterson         |            |
| Julie Andrews         | My Fair Lady             | Eliza Doolittle       |            |
| Ethel Merman          | Happy Hunting            | Liz Livingstone       |            |
| 1958 12ns Premis Tony |                          |                       |            |
| Thelma Ritter         | New Girl in Town         | Marthy Owen           |            |
| Gwen Verdon           | New Girl in Town         | Anna Christopherson   |            |
| Lena Horne            | Jamaica                  | Savannah              |            |
| Beatrice Lillie       | Ziegfeld Follies of 1957 | Various Characters    |            |
| 1959 13ns Premis Tony |                          |                       |            |
| Gwen Verdon           | Redhead                  | Essie Whimple         |            |
| Miyoshi Umeki         | Flower Drum Song         | Mei-Li                |            |

### 1960s
| Any                    | Actriu                             | Musical                                       | Personatge |
| ---------------------- | ---------------------------------- | --------------------------------------------- | ---------- |
| 1960 14ns Premis Tony  |                                    |                                               |            |
| Mary Martin            | The Sound of Music                 | Maria von Trapp                               |            |
| Carol Burnett          | Once Upon a Mattress               | Princess Winnifred                            |            |
| Dolores Gray           | Destry Rides Again                 | Frenchy                                       |            |
| Eileen Herlie          | Take Me Along                      | Lily Miller                                   |            |
| Ethel Merman           | Gypsy                              | Mama Rose                                     |            |
| 1961 15ns Premis Tony  |                                    |                                               |            |
| Elizabeth Seal         | Irma La Douce                      | Irma La Douce                                 |            |
| Julie Andrews          | Camelot                            | Guenevere                                     |            |
| Carol Channing         | Show Girl                          | Various Characters                            |            |
| Nancy Walker           | Do Re Mi                           | Kay Cram                                      |            |
| 1962 16ns Premis Tony  |                                    |                                               |            |
| Anna Maria Alberghetti | Carnival!                          | Lili Daurier                                  |            |
| Diahann Carroll        | No Strings                         | Barbara Woodruff                              |            |
| Molly Picon            | Milk and Honey                     | Clara Weiss                                   |            |
| Elaine Stritch         | Sail Away                          | Mimi Paragon                                  |            |
| 1963 17ns Premis Tony  |                                    |                                               |            |
| Vivien Leigh           | Tovarich                           | Tatiana                                       |            |
| Georgia Brown          | Oliver!                            | Nancy                                         |            |
| Nanette Fabray         | Mr. President                      | Nell Henderson                                |            |
| Sally Ann Howes        | Brigadoon                          | Fiona MacLaren                                |            |
| 1964 18ns Premis Tony  |                                    |                                               |            |
| Carol Channing         | Hello, Dolly!                      | Dolly Gallagher Levi                          |            |
| Beatrice Lillie        | High Spirits                       | Madame Arcati                                 |            |
| Barbra Streisand       | Funny Girl                         | Fanny Brice                                   |            |
| Inga Swenson           | 110 in the Shade                   | Lizzie Curry                                  |            |
| 1965 19ns Premis Tony  |                                    |                                               |            |
| Liza Minnelli          | Flora the Red Menace               | Flora Mezaros                                 |            |
| Elizabeth Allen        | Do I Hear a Waltz?                 | Leona Samish                                  |            |
| Nancy Dussault         | Bajour                             | Emily Kirsten                                 |            |
| Inga Swenson           | Baker Street                       | Irene Adler                                   |            |
| 1966 20ns Premis Tony  |                                    |                                               |            |
| Angela Lansbury        | Mame                               | Mame Dennis                                   |            |
| Barbara Harris         | On a Clear Day You Can See Forever | Daisy Gamble / Melinda Wells                  |            |
| Julie Harris           | Skyscraper                         | Georgina Allerton                             |            |
| Gwen Verdon            | Sweet Charity                      | Charity Hope Valentine                        |            |
| 1967 21ns Premis Tony  |                                    |                                               |            |
| Barbara Harris         | The Apple Tree                     | Eve / Princess Barbara / Ella and Passionella |            |
| Lotte Lenya            | Cabaret                            | Fraulein Schneider                            |            |
| Mary Martin            | I Do! I Do!                        | She (Agnes)                                   |            |
| Louise Troy            | Walking Happy                      | Maggie Hobson                                 |            |
| 1968 22ns Premis Tony  |                                    |                                               |            |
| Patricia Routledge     | Darling of the Day                 | Alice Challice                                |            |
| Leslie Uggams          | Hallelujah, Baby!                  | Georgina                                      |            |
| Melina Mercouri        | Illya Darling                      | Illya                                         |            |
| Brenda Vaccaro         | How Now, Dow Jones                 | Cynthia Pike                                  |            |
| 1969 23ns Premis Tony  |                                    |                                               |            |
| Angela Lansbury        | Dear World                         | Countess Aurelia                              |            |
| Maria Karnilova        | Zorba                              | Madame Hortense                               |            |
| Dorothy Loudon         | The Fig Leaves Are Falling         | Lillian Stone                                 |            |
| Jill O'Hara            | Promises, Promises                 | Fran Kubelik                                  |            |

### 1970s
| Any                   | Actriu                                         | Musical                       | Personatge |
| --------------------- | ---------------------------------------------- | ----------------------------- | ---------- |
| 1970 24ns Premis Tony |                                                |                               |            |
| Lauren Bacall         | Applause                                       | Margo Channing                |            |
| Katharine Hepburn     | Coco                                           | Coco Chanel                   |            |
| Dilys Watling         | Georgy                                         | Georgina "Georgy" Parkin      |            |
| 1971 25ns Premis Tony |                                                |                               |            |
| Helen Gallagher       | No, No, Nanette                                | Lucille Early                 |            |
| Sandy Duncan          | The Boy Friend                                 | Maisie                        |            |
| Susan Browning        | Company                                        | April                         |            |
| Elaine Stritch        | Company                                        | Joanne                        |            |
| 1972 26ns Premis Tony |                                                |                               |            |
| Alexis Smith          | Follies                                        | Phyllis Rogers Stone          |            |
| Jonelle Allen         | Two Gentlemen of Verona                        | Silvia                        |            |
| Dorothy Collins       | Follies                                        | Sally Durant Plummer          |            |
| Mildred Natwick       | 70, Girls, 70                                  | Ida Dodd                      |            |
| 1973 27ns Premis Tony |                                                |                               |            |
| Glynis Johns          | A Little Night Music                           | Desiree Armfeldt              |            |
| Leland Palmer         | Pippin                                         | Fastrada                      |            |
| Debbie Reynolds       | Irene                                          | Irene O'Dare                  |            |
| Marcia Rodd           | Shelter                                        | Maud                          |            |
| 1974 28ns Premis Tony |                                                |                               |            |
| Virginia Capers       | Raisin                                         | Lena Younger                  |            |
| Carol Channing        | Lorelei                                        | Lorelei Lee                   |            |
| Michele Lee           | Seesaw                                         | Gittel Mosca                  |            |
| 1975 29ns Premis Tony |                                                |                               |            |
| Angela Lansbury       | Gypsy                                          | Mama Rose                     |            |
| Lola Falana           | Doctor Jazz                                    | Edna Mae Sheridan             |            |
| Bernadette Peters     | Mack & Mabel                                   | Mabel Normand                 |            |
| Ann Reinking          | Goodtime Charley                               | Joan of Arc                   |            |
| 1976 30ns Premis Tony |                                                |                               |            |
| Donna McKechnie       | A Chorus Line                                  | Cassie Ferguson               |            |
| Vivian Reed           | Bubbling Brown Sugar                           | Marsha / Young Irene          |            |
| Chita Rivera          | Chicago                                        | Velma Kelly                   |            |
| Gwen Verdon           | Chicago                                        | Roxie Hart                    |            |
| 1977 31ns Premis Tony |                                                |                               |            |
| Dorothy Loudon        | Annie                                          | Miss Hannigan                 |            |
| Clamma Dale           | Porgy and Bess                                 | Bess                          |            |
| Ernestine Jackson     | Guys and Dolls                                 | Sarah Brown                   |            |
| Andrea McArdle        | Annie                                          | Annie                         |            |
| 1978 32ns Premis Tony |                                                |                               |            |
| Liza Minnelli         | The Act                                        | Michelle Craig                |            |
| Madeline Kahn         | On the Twentieth Century                       | Lily Garland / Mildred Plotka |            |
| Eartha Kitt           | Timbuktu!                                      | Shaleem La Lume               |            |
| Frances Sternhagen    | Angel                                          | Eliza Gant                    |            |
| 1979 33ns Premis Tony |                                                |                               |            |
| Angela Lansbury       | Sweeney Todd: The Demon Barber of Fleet Street | Mrs. Lovett                   |            |
| Tovah Feldshuh        | Sarava                                         | Flor                          |            |
| Dorothy Loudon        | Ballroom                                       | Bea Asher                     |            |
| Alexis Smith          | Platinum                                       | Lila Halliday                 |            |

### 1980s
| Any                  | Actriu                         | Musical                              | Personatge   |
| -------------------- | ------------------------------ | ------------------------------------ | ------------ |
| 1980 34è Premis Tony |                                |                                      |              |
| Patti LuPone         | Evita                          | Eva Perón                            |              |
| Christine Andreas    | Oklahoma!                      | Laurey Williams                      |              |
| Sandy Duncan         | Peter Pan                      | Peter Pan                            |              |
| Ann Miller           | Sugar Babies                   | Ann                                  |              |
| 1981 35è Premis Tony |                                |                                      |              |
| Lauren Bacall        | Woman of the Year              | Tess Harding                         |              |
| Meg Bussert          | Brigadoon                      | Fiona MacLaren                       |              |
| Chita Rivera         | Bring Back Birdie              | Rosie Alvarez                        |              |
| Linda Ronstadt       | The Pirates of Penzance        | Mabel                                |              |
| 1982 36è Premis Tony |                                |                                      |              |
| Jennifer Holliday    | Dreamgirls                     | Effie White                          |              |
| Lisa Mordente        | Marlowe                        | Emelia Bossano                       |              |
| Mary Gordon Murray   | Little Me                      | Belle Poitrine                       |              |
| Sheryl Lee Ralph     | Dreamgirls                     | Deena Jones                          |              |
| 1983 37è Premis Tony |                                |                                      |              |
| Natalia Makarova     | On Your Toes                   | Vera Barnova                         |              |
| Lonette McKee        | Show Boat                      | Julie LaVerne                        |              |
| Chita Rivera         | Merlin                         | The Queen                            |              |
| Twiggy               | My One and Only                | Edith Herbert                        |              |
| 1984 38è Premis Tony |                                |                                      |              |
| Chita Rivera         | The Rink                       | Anna                                 |              |
| Rhetta Hughes        | Amen Corner                    | Sister Margaret Alexander            |              |
| Liza Minnelli        | The Rink                       | Angel                                |              |
| Bernadette Peters    | Sunday in the Park with George | Dot / Marie                          |              |
| 1985 39è Premis Tony | no es lliurà                   | no es lliurà                         | no es lliurà |
| 1986 40è Premis Tony |                                |                                      |              |
| Bernadette Peters    | Song and Dance                 | Emma                                 |              |
| Debbie Allen         | Sweet Charity                  | Charity Hope Valentine               |              |
| Cleo Laine           | The Mystery of Edwin Drood     | Angela Prysock / The Princess Puffer |              |
| Chita Rivera         | Jerry's Girls                  | Various Characters                   |              |
| 1987 41è Premis Tony |                                |                                      |              |
| Maryann Plunkett     | Me and My Girl                 | Sally Smith                          |              |
| Catherine Cox        | Oh, Coward!                    | Various Characters                   |              |
| Teresa Stratas       | Rags                           | Rebecca Hershkowitz                  |              |
| 1988 42è Premis Tony |                                |                                      |              |
| Joanna Gleason       | Into the Woods                 | The Baker's Wife                     |              |
| Alison Fraser        | Romance/Romance                | Josefine Weninger / Monica           |              |
| Judy Kuhn            | Chess                          | Florence Vassy                       |              |
| Patti LuPone         | Anything Goes                  | Reno Sweeney                         |              |
| 1989 43è Premis Tony |                                |                                      |              |
| Ruth Brown           | Black and Blue                 | Various Characters                   |              |
| Charlotte d'Amboise  | Jerome Robbins' Broadway       | Anita / Peter Pan / Company          |              |
| Linda Hopkins        | Black and Blue                 | Various Characters                   |              |
| Sharon McNight       | Starmites                      | Diva / Mother                        |              |

### 1990s
| Any                          | Actriu                                         | Musical                 | Personatge |
| ---------------------------- | ---------------------------------------------- | ----------------------- | ---------- |
| 1990 44ns Premis Tony        |                                                |                         |            |
| Tyne Daly                    | Gypsy                                          | Mama Rose               |            |
| Georgia Brown                | The Threepenny Opera                           | Celia Peachum           |            |
| Beth Fowler                  | Sweeney Todd: The Demon Barber of Fleet Street | Mrs. Lovett             |            |
| Liliane Montevecchi          | Grand Hotel                                    | Elizaveta Grushinskaya  |            |
| 1991 45ns Premis Tony        |                                                |                         |            |
| Lea Salonga                  | Miss Saigon                                    | Kim                     |            |
| June Angela                  | Shōgun: The Musical                            | Lady Mariko             |            |
| Dee Hoty                     | The Will Rogers Follies                        | Betty Blake             |            |
| Cathy Rigby                  | Peter Pan                                      | Peter Pan               |            |
| 1992 46ns Premis Tony        |                                                |                         |            |
| Faith Prince                 | Guys and Dolls                                 | Miss Adelaide           |            |
| Jodi Benson                  | Crazy for You                                  | Polly Baker             |            |
| Josie de Guzman              | Guys and Dolls                                 | Sarah Brown             |            |
| Sophie Hayden                | The Most Happy Fella                           | Rosabella               |            |
| 1993 47ns Premis Tony        |                                                |                         |            |
| Chita Rivera                 | Kiss of the Spider Woman                       | Aurora / Spider Woman   |            |
| Ann Crumb                    | Anna Karenina                                  | Anna Karenina           |            |
| Stephanie Lawrence           | Blood Brothers                                 | Mrs. Johnstone          |            |
| Bernadette Peters            | The Goodbye Girl                               | Paula McFadden          |            |
| 1994 48ns Premis Tony        |                                                |                         |            |
| Donna Murphy                 | Passion                                        | Fosca                   |            |
| Susan Egan                   | Beauty and the Beast                           | Belle                   |            |
| Dee Hoty                     | The Best Little Whorehouse Goes Public         | Mona Stangley           |            |
| Judy Kuhn                    | She Loves Me                                   | Amalia Balash           |            |
| 1995 49ns Premis Tony        |                                                |                         |            |
| Glenn Close                  | Sunset Boulevard                               | Norma Desmond           |            |
| Rebecca Luker                | Show Boat                                      | Magnolia Hawks          |            |
| 1996 50ns Premis Tony        |                                                |                         |            |
| Donna Murphy                 | The King and I                                 | Anna Leonowens          |            |
| Julie Andrews                | Victor/Victoria                                | Victoria Grant          |            |
| Crista Moore                 | Big: the musical                               | Susan Lawrence          |            |
| Daphne Rubin-Vega            | Rent                                           | Mimi Marquez            |            |
| 1997 51ns Premis Tony        |                                                |                         |            |
| Bebe Neuwirth                | Chicago                                        | Velma Kelly             |            |
| Pamela Isaacs                | The Life                                       | Queen                   |            |
| Tonya Pinkins                | Play On                                        | Lady Liv                |            |
| Karen Ziemba                 | Steel Pier                                     | Rita Racine             |            |
| 1998 52ns Premis Tony        |                                                |                         |            |
| Natasha Richardson           | Cabaret                                        | Sally Bowles            |            |
| Betty Buckley                | Triumph of Love                                | Hesione                 |            |
| Marin Mazzie                 | Ragtime                                        | Mother                  |            |
| Alice Ripley & Emily Skinner | Side Show                                      | Violet and Daisy Hilton |            |
| 1999 53ns Premis Tony        |                                                |                         |            |
| Bernadette Peters            | Annie Get Your Gun                             | Annie Oakley            |            |
| Carolee Carmello             | Parade                                         | Lucille Frank           |            |
| Dee Hoty                     | Footloose                                      | Vi Moore                |            |
| Siân Phillips                | Marlene                                        | Marlene Dietrich        |            |

### 2000s
| Any                         | Actriu                                         | Musical                                | Personatge |
| --------------------------- | ---------------------------------------------- | -------------------------------------- | ---------- |
| 2000 54è Premis Tony        |                                                |                                        |            |
| Heather Headley             | Aida                                           | Aida                                   |            |
| Toni Collette               | The Wild Party                                 | Queenie                                |            |
| Rebecca Luker               | The Music Man                                  | Marian Paroo                           |            |
| Marin Mazzie                | Kiss Me, Kate                                  | Lilli Vanessi / Katherine              |            |
| Audra McDonald              | Marie Christine                                | Marie Christine L'Adrese               |            |
| 2001 55è Premis Tony        |                                                |                                        |            |
| Christine Ebersole          | 42nd Street                                    | Dorothy Brock                          |            |
| Blythe Danner               | Follies                                        | Phyllis Rogers Stone                   |            |
| Randy Graff                 | A Class Act                                    | Sophie                                 |            |
| Faith Prince                | Bells Are Ringing                              | Ella Peterson                          |            |
| Marla Schaffel              | Jane Eyre                                      | Jane Eyre                              |            |
| 2002 56è Premis Tony        |                                                |                                        |            |
| Sutton Foster               | Thoroughly Modern Millie                       | Millie Dillmount                       |            |
| Louise Pitre                | Mamma Mia!                                     | Donna Sheridan                         |            |
| Nancy Opel                  | Urinetown                                      | Penelope Pennywise                     |            |
| Jennifer Laura Thompson     | Urinetown                                      | Hope Cladwell                          |            |
| Vanessa Williams            | Into the Woods                                 | The Witch                              |            |
| 2003 57ns Premis Tony       |                                                |                                        |            |
| Marissa Jaret Winokur       | Hairspray                                      | Tracy Turnblad                         |            |
| Melissa Errico              | Amour                                          | Isabella                               |            |
| Mary Elizabeth Mastrantonio | Man of La Mancha                               | Aldonza / Dulcinea                     |            |
| Elizabeth Parkinson         | Movin' Out                                     | Brenda                                 |            |
| Bernadette Peters           | Gypsy                                          | Mama Rose                              |            |
| 2004 58è Premis Tony        |                                                |                                        |            |
| Idina Menzel                | Wicked                                         | Elphaba                                |            |
| Kristin Chenoweth           | Wicked                                         | Glinda                                 |            |
| Stephanie D'Abruzzo         | Avenue Q                                       | Kate Monster / Lucy the Slut / Company |            |
| Donna Murphy                | Wonderful Town                                 | Ruth Sherwood                          |            |
| Tonya Pinkins               | Caroline, or Change                            | Caroline Thibodeaux                    |            |
| 2005 59è Premis Tony        |                                                |                                        |            |
| Victoria Clark              | The Light in the Piazza                        | Margaret Johnson                       |            |
| Christina Applegate         | Sweet Charity                                  | Charity Hope Valentine                 |            |
| Erin Dilly                  | Chitty Chitty Bang Bang                        | Truly Scrumptious                      |            |
| Sutton Foster               | Little Women                                   | Josephine 'Jo' March                   |            |
| Sherie Rene Scott           | Dirty Rotten Scoundrels                        | Christine Colgate                      |            |
| 2006 60è Premis Tony        |                                                |                                        |            |
| LaChanze                    | The Color Purple                               | Celie Harris Johnson                   |            |
| Sutton Foster               | The Drowsy Chaperone                           | Janet Van De Graaff                    |            |
| Patti LuPone                | Sweeney Todd: The Demon Barber of Fleet Street | Mrs. Lovett                            |            |
| Kelli O'Hara                | The Pajama Game                                | Catherine 'Babe' Williams              |            |
| Chita Rivera                | Chita Rivera: The Dancer's Life                | Chita Rivera                           |            |
| 2007 61è Premis Tony        |                                                |                                        |            |
| Christine Ebersole          | Grey Gardens                                   | 'Little Edie' Beale                    |            |
| Laura Bell Bundy            | Legally Blonde                                 | Elle Woods                             |            |
| Audra McDonald              | 110 in the Shade                               | Lizzie Curry                           |            |
| Debra Monk                  | Curtains                                       | Carmen Bernstein                       |            |
| Donna Murphy                | LoveMusik                                      | Lotte Lenya                            |            |
| 2008 62è Premis Tony        |                                                |                                        |            |
| Patti LuPone                | Gypsy                                          | Mama Rose                              |            |
| Kerry Butler                | Xanadu                                         | Kira / Clio                            |            |
| Kelli O'Hara                | South Pacific                                  | Ensign Nellie Forbush                  |            |
| Faith Prince                | A Catered Affair                               | Agnes 'Aggie' Hurley                   |            |
| Jenna Russell               | Sunday in the Park with George                 | Dot / Marie                            |            |
| 2009 63è Premis Tony        |                                                |                                        |            |
| Alice Ripley                | Next to Normal                                 | Diana Goodman                          |            |
| Stockard Channing           | Pal Joey                                       | Vera Simpson                           |            |
| Sutton Foster               | Shrek the Musical                              | Princess Fiona                         |            |
| Allison Janney              | 9 to 5                                         | Violet Newstead                        |            |
| Josefina Scaglione          | West Side Story                                | Maria                                  |            |

### 2010s
| Any                  | Actriu                                    | Musical                          | Personatge |
| -------------------- | ----------------------------------------- | -------------------------------- | ---------- |
| 2010 64è Premis Tony |                                           |                                  |            |
| Catherine Zeta-Jones | A Little Night Music                      | Desiree Armfeldt                 |            |
| Kate Baldwin         | Finian's Rainbow                          | Sharon McLonergan                |            |
| Montego Glover       | Memphis                                   | Felicia Farrell                  |            |
| Christiane Noll      | Ragtime                                   | Mother                           |            |
| Sherie Rene Scott    | Everyday Rapture                          | Sherie Rene Scott                |            |
| 2011 65è Premis Tony |                                           |                                  |            |
| Sutton Foster        | Anything Goes                             | Reno Sweeney                     |            |
| Beth Leavel          | Baby It's You!                            | Florence Greenberg               |            |
| Patina Miller        | Sister Act                                | Deloris Van Cartier              |            |
| Donna Murphy         | The People in the Picture                 | Bubbie / Raisel                  |            |
| 2012 66è Premis Tony |                                           |                                  |            |
| Audra McDonald       | Porgy and Bess                            | Bess                             |            |
| Jan Maxwell          | Follies                                   | Phyllis Rogers Stone             |            |
| Cristin Milioti      | Once                                      | Girl                             |            |
| Kelli O'Hara         | Nice Work If You Can Get It               | Billie Bendix                    |            |
| Laura Osnes          | Bonnie and Clyde                          | Bonnie Parker                    |            |
| 2013 67è Premis Tony |                                           |                                  |            |
| Patina Miller        | Pippin                                    | The Leading Player               |            |
| Stephanie J. Block   | The Mystery of Edwin Drood                | Edwin Drood / Miss Alice Nutting |            |
| Carolee Carmello     | Scandalous                                | Aimee Semple McPherson           |            |
| Valisia LeKae        | Motown: The Musical                       | Diana Ross                       |            |
| Laura Osnes          | Rodgers and Hammerstein's Cinderella      | Ella                             |            |
| 2014 68è Premis Tony |                                           |                                  |            |
| Jessie Mueller       | Beautiful: The Carole King Musical        | Carole King                      |            |
| Mary Bridget Davies  | A Night with Janis Joplin                 | Janis Joplin                     |            |
| Sutton Foster        | Violet                                    | Violet Karl                      |            |
| Idina Menzel         | If/Then                                   | Elizabeth Vaughan                |            |
| Kelli O'Hara         | The Bridges of Madison County             | Francesca Johnson                |            |
| 2015 69è Premis Tony |                                           |                                  |            |
| Kelli O'Hara         | The King and I                            | Anna Leonowens                   |            |
| Kristin Chenoweth    | On the Twentieth Century                  | Lily Garland / Mildred Plotka    |            |
| Leanne Cope          | An American in Paris                      | Lise Dassin                      |            |
| Beth Malone          | Fun Home                                  | Alison Bechdel                   |            |
| Chita Rivera         | The Visit                                 | Claire Zachanassian              |            |
| 2016 70è Premis Tony |                                           |                                  |            |
| Cynthia Erivo        | The Color Purple                          | Celie Harris Johnson             |            |
| Laura Benanti        | She Loves Me                              | Amalia Balash                    |            |
| Carmen Cusack        | Bright Star                               | Alice Murphy                     |            |
| Jessie Mueller       | Waitress                                  | Jenna Hunterson                  |            |
| Phillipa Soo         | Hamilton                                  | Eliza Hamilton                   |            |
| 2017 71è Premis Tony |                                           |                                  |            |
| Bette Midler         | Hello, Dolly!                             | Dolly Gallagher Levi             |            |
| Denée Benton         | Natasha, Pierre & The Great Comet of 1812 | Natasha Rostova                  |            |
| Christine Ebersole   | War Paint                                 | Elizabeth Arden                  |            |
| Patti LuPone         | War Paint                                 | Helena Rubinstein                |            |
| Eva Noblezada        | Miss Saigon                               | Kim                              |            |
| 2018 72è Premis Tony |                                           |                                  |            |
| Katrina Lenk         | The Band's Visit                          | Dina                             |            |
| Lauren Ambrose       | My Fair Lady                              | Eliza Doolittle                  |            |
| Hailey Kilgore       | Once on This Island                       | Ti Moune                         |            |
| LaChanze             | Summer: The Donna Summer Musical          | Diva Donna / Mary Gaines         |            |
| Taylor Louderman     | Mean Girls                                | Regina George                    |            |
| Jessie Mueller       | Carousel                                  | Julie Jordan                     |            |
| 2019 73è Premis Tony |                                           |                                  |            |
| Stephanie J. Block   | The Cher Show                             | Star                             |            |
| Caitlin Kinnunen     | The Prom                                  | Emma Nolan                       |            |
| Beth Leavel          | The Prom                                  | Dee Dee Allen                    |            |
| Eva Noblezada        | Hadestown                                 | Eurydice                         |            |
| Kelli O'Hara         | Kiss Me, Kate                             | Lilli Vanessi / Katharine        |            |

### 2020
| Any                    | Actriu                                         | Musical                         | Personatge |
| ---------------------- | ---------------------------------------------- | ------------------------------- | ---------- |
| 2021 74è Premis Tony   |                                                |                                 |            |
| Adrienne Warren        | Tina                                           | Tina Turner                     |            |
| Karen Olivo            | Moulin Rouge! The Musical                      | Satine                          |            |
| Elizabeth Stanley      | Jagged Little Pill                             | Mary Jane Healy                 |            |
| 2021 No se celebrà     | N/D                                            | N/D                             | N/D        |
| 2022 75ns Premis Tony  |                                                |                                 |            |
| Joaquina Kalukango     | Paradise Square                                | Annabelle "Nelly" Freeman       |            |
| Sharon D. Clarke       | Caroline, or Change                            | Caroline Thibodeaux             |            |
| Carmen Cusack          | Flying Over Sunset                             | Clare Boothe Luce               |            |
| Sutton Foster          | The Music Man                                  | Marian Paroo                    |            |
| Mare Winningham        | Girl from the North Country                    | Elizabeth Laine                 |            |
| 2023 76ns Premis Tony) |                                                |                                 |            |
| Victoria Clark         | Kimberly Akimbo                                | Kimberly Levaco                 |            |
| Annaleigh Ashford      | Sweeney Todd: The Demon Barber of Fleet Street | Mrs. Lovett                     |            |
| Sara Bareilles         | Into the Woods                                 | The Baker's Wife                |            |
| Lorna Courtney         | & Juliet                                       | Juliet                          |            |
| Micaela Diamond        | Parade                                         | Lucille Frank                   |            |
| 2024 77ns Premis Tony  |                                                |                                 |            |
| Maleah Joi Moon        | Hell's Kitchen                                 | Ali                             |            |
| Eden Espinosa          | Lempicka                                       | Tamara de Lempicka              |            |
| Kelli O’Hara           | Days of Wine and Roses                         | Kirsten Arnesen-Clay            |            |
| Maryann Plunkett       | The Notebook                                   | Allison “Allie” Calhoun (older) |            |
| Gayle Rankin           | Cabaret                                        | Sally Bowles                    |            |

## Múltiples guanyadores
| 4 Premis - Angela Lansbury 3 Premis - Mary Martin - Gwen Verdon | 2 Premis - Lauren Bacall - Christine Ebersole - Sutton Foster - Patti LuPone - Liza Minnelli - Donna Murphy - Bernadette Peters - Chita Rivera |

## Múltiples nominacions
| 8 Nominacions - Chita Rivera 7 Nominacions - Sutton Foster 6 Nominacions - Kelli O'Hara - Bernadette Peters 5 Nominacions - Patti LuPone - Donna Murphy - Gwen Verdon 4 Nominacions - Carol Channing - Angela Lansbury - Mary Martin 3 Nominacions - Julie Andrews - Jessie Mueller - Christine Ebersole - Dee Hoty - Dorothy Loudon - Audra McDonald - Ethel Merman - Liza Minnelli - Faith Prince | 2 Nominacions - Lauren Bacall - Stephanie J. Block - Georgia Brown - Carolee Carmello - Kristin Chenoweth - Carmen Cusack - Sandy Duncan - Nanette Fabray - Dolores Gray - Barbara Harris - Judy Kuhn - LaChanze - Beth Leavel - Beatrice Lillie - Rebecca Luker - Marin Mazzie - Patina Miller - Idina Menzel - Eva Noblezada - Laura Osnes - Tonya Pinkins - Alice Ripley - Sherie Rene Scott - Alexis Smith - Elaine Stritch - Inga Swenson - Nancy Walker |

## Curiositats
- Hi ha hagut 3 premis conjunts en aquesta categoria:
  - 1958: Gwen Verdon (New Girl in Town) i Thelma Ritter (New Girl In Town);
  - 1962: Anna Maria Alberghetti (Carnival!) i Diahann Carroll (No Strings);
  - 1968: n Patricia Routledge (Darling of the Day) i Leslie Uggams (Hallelujah, Baby!).
- El personatge de Mama Rose, protagonista femenina de Gypsy és el que ha rebut més nominacions en aquesta categoria, amb 5. Hi ha hagut 3 guanyadores:
  - 1960 - Ethel Merman;
  - 1975 - Angela Lansbury (guanyadora);
  - 1990 - Tyne Daly (guanyadora);
  - 2003 - Bernadette Peters;
  - 2008 - Patti LuPone (guanyadora).
- L'altre personatge femení amb diverses victòries és el d'Anna Leonowens de The King and I, amb 2 victòries de 2 nominacions:
  - 1952 - Gertrude Lawrence;
  - 1996 - Donna Murphy.
- El personatge que més s'apropa en nominacions és el de Mrs. Lovett de Sweeney Todd, amb 3, de les que només hi ha hagut una única victòria:
  - 1979 - Angela Lansbury (guanyadora);
  - 1990 - Beth Fowler;
  - 2006 - Patti LuPone.
- També té el paper de Charity Hope Valentine de Sweet Charity. Entre cada nominació han passat gairebé 20 anys:
  - 1966 - Gwen Verdon;
  - 1986 - Debbie Allen;
  - 2005 - Christina Applegate;
- Mary Martin és l'única actriu que ha guanyat en aquesta categoria interpretant un home. Va ser el 1955, quan va guanyar el Tony per la seva actuació al musical Peter Pan, interpretant a Peter Pan. Dues actrius més han estat nominades per aquest personatge:
  - 1980 - Sandy Duncan;
  - 1991 - Cathy Rigby;
- Chita Rivera és l'única actiu nominada al Tony per interpretar-se a si mateixa: el 2006 va ser honorada per la seva actuació en Chita Rivera: The Dancer’s Life, que oferia una retrospectiva de la seva carrera a Broadwy.
- Chita Rivera té el rècord de nominacions, amb 7, guanyant 2 premis. La segueix Bernardette Peters amb 6 nominacions, també guanyant-ne 2. El rècord de victòries, però, pertany a Angela Lansbury, amb 4 victòries de 4 nominacions.
Chita Rivera també té el rècord de més nominacions en una única dècada. Va ser nominada en 4 ocasions als 80: 1981, 1983, 1984 i 1986. Va guanyar el 1984 per la seva actuació a The Rink. Sutton Foster també va ser nominada en 4 ocasions als 2000: 2002, 2005, 2006 i 2009. Va guanyar el 2002 per Thoroughly Modern Millie.
- Gwen Verdon és l'única actriu que ha aconseguit 2 victòries consecutives, el 1958 (compartit emb Thelma Ritter) i el 1959. Altres nominacions consecutives han estat Inga Swenson (1964/1965), Barbara Harris (1966/1967), Chita Rivera (1983/1984) i Sutton Foster (2005/2006).
- Tant Dee Hoty com Julie Andrews han estat nominades en 3 ocasions, però no han guanyat mai, figurant entre les grans perdedores. A més, Julie Andrews va rebutjar acceptar la seva tercera nominació per Victor/Victoria, al creure que la resta del repartiment i la producció del musical havien estat discriminats per la American Theatre Wing/Broadway League.
- Una de les gran guanyadores a la història dels Tony, Julie Harris, que va guanyar 5 Premis i 9 Nominacions a la categoria de millor actriu protagonista en una obra, va ser nominada en una ocasió com a Millor Actriu de Musical, el 1966, pel seu treball a Skyscraper, l'únic musical de Broadway en què va participar. No el va guanyar.